# Rodrigo Antônio Grilli
Rodrigo Antônio Grilli (* 20. November 1979 in São Paulo) ist ein ehemaliger brasilianischer Tennisspieler.

## Karriere
Bei den Junioren erreichte Grilli mit Platz 118 seine beste Notierung in der Junior-Rangliste ohne dabei jedoch bei bedeutsamen Turnieren gespielt zu haben. Bis 2002 studierte er an der UCLA, wo er auch College Tennis spielte.
Im Jahr 2004 konnte er erstmals erfolgreicher bei den Profis mitspielen: er gewann seinen ersten Titel der drittklassigen ITF Future Tour und stand in den Top 600 der Tennisweltrangliste. Ein Jahr später gelangen ihm zwei weiteren Titel im Einzel, die auch seine letzten blieben. Im Jahr 2007 gelang ihm sein einziger Sieg, den er auf der ATP Challenger Tour erreichen konnte. 2008 stand er mit Platz 441 am höchsten in der Rangliste.
Im Doppel war Grilli erfolgreicher. Bis 2007 hatte er bislang 5 Futures gewinnen können. In den Jahren 2000 und 2001 kam er ganz zu Anfang seiner Laufbahn beim Turnier der ATP Tour schon zu einem Einsatz in Long Island. Mit seinem Partner Juan Ignacio Cerda kam er jeweils nicht über die erste Runde hinaus. 2006 zog er in Maui ins Finale seines ersten Challengers ein. 2008 gewann er 5, 2009 4 und 2010 3 Futures. Von 2011 bis 2013 kamen weitere vier dazu. Sein einziges Turnier, das er auf der Challenger-Ebene gewinnen konnte, war 2010 in Belo Horizonte an der Seite von Leonardo Kirche. Zwei weitere Male noch – in Recife und Guayaquil – stand er noch im Finale, ehe er 2012 sein letztes Turnier spielte. Ende 2011 hatte er sein Karrierehoch von Platz 198 erreicht.

## Erfolge
| Legende (Anzahl der Siege)  |
| Grand Slam                  |
| ATP World Tour Finals       |
| ATP World Tour Masters 1000 |
| ATP World Tour 500          |
| ATP World Tour 250          |
| ATP Challenger Tour (1)     |

### Doppel

#### Turniersiege
| Nr. | Datum              | Turnier        | Belag | Partner         | Finalgegner                  | Ergebnis |
| --- | ------------------ | -------------- | ----- | --------------- | ---------------------------- | -------- |
| 1.  | 19. September 2010 | Belo Horizonte | Sand  | Leonardo Kirche | Christian Lindell João Souza | 6:3, 6:3 |